# Plíseň révy vinné
Plíseň révy vinné (též peronospora) je choroba révy vinné způsobovaná houbou z řádu Peronosporales s latinským názvem Plasmopara viticola. Choroba se projevuje nálety sporangioforů na listech, které se projevují jako hnědavé skvrny. Postupně se kolem nich tvoří povlak šedobílého mycélia. Skvrny se trhají a umožňují vnik dalším patogením organizmům. Peronospora se projevuje i na bobulích hroznů. Ty hnědnou, praskají a následně se vysoušením scvrkávají. Ochrana před plísní révy vinné se provádí chemicky na základě signalizace. Důležité je též udržovat provzdušněný porost, likvidovat napadané a opadané listy.